# Кангио, Марлен
Марлен Кангио (фр. Marlène Canguio; 10 марта 1942, Sainte-Rose — 25 января 2025, Sainte-Rose) — французская легкоатлетка, специалистка по барьерному бегу, спринту и прыжкам в длину. Выступала на профессиональном уровне в 1960-х годах, многократная чемпионка Франции, бывшая рекордсменка страны в нескольких дисциплинах, участница летних Олимпийских игр в Токио.

## Биография
Марлен Кангио родилась 10 марта 1942 года в коммуне Сент-Роз, Гваделупа. Занималась лёгкой атлетикой в Нанте, проходила подготовку в местном одноимённом клубе RACC Nantes.
Впервые заявила о себе на международном уровне в сезоне 1962 года, когда вошла в состав французской сборной и выступила на чемпионате Европы в Белграде, где дошла до стадии полуфиналов в беге на 80 метров с барьерами, остановилась на предварительном квалификационном этапе в эстафете 4×100 метров.
В 1963 году в барьерном беге на 80 метров одержала победу на чемпионате Франции в Коломбе.
В 1964 году защитила звание чемпионки Франции в беге с барьерами на 80 метров. Благодаря череде успешных выступлений удостоилась права защищать честь страны на летних Олимпийских играх в Токио — в 80-метровом барьерном беге не смогла преодолеть предварительный квалификационный этап, тогда как в программе эстафеты 4×100 метров вместе с соотечественницами благополучно прошла в финал и заняла в решающем забеге девятое место. Кангио, таким образом, стала первой гваделупской женщиной, поучаствовавшей в Олимпийских играх. Помимо этого, в эстафете на соревнованиях в Загребе она установила национальный рекорд, который впоследствии улучшала ещё дважды.
В 1966 году участвовала в Европейских легкоатлетических играх в помещении в Дортмунде — в беге на 60 метров с барьерами показала четвёртый результат, в прыжках в длину в финал не вышла.
На чемпионате Франции 1967 года в Коломбе превзошла всех соперниц в прыжках в длину.
Олимпийские игры 1968 года в Мехико вынуждена была пропустить из-за травмы.
В 1969 году стала первой чемпионкой Франции в беге на 100 метров с барьерами и установила первый рекорд страны в данной дисциплине — 13,6. На чемпионате Европы в Афинах в 100-метровом барьерном беге дошла до полуфинала.